# Bahnhof Ogikubo
Der Bahnhof Ogikubo (jap. 荻窪駅, Ogikubo-eki) ist ein Bahnhof auf der japanischen Insel Honshū. Er wird von der Bahngesellschaft JR East betrieben und befindet sich im Bezirk Suginami der Hauptstadt Tokio. Denselben Namen trägt der daran angeschlossene U-Bahnhof der Gesellschaft Tōkyō Metro.

## Verbindungen
Ogikubo ist ein Zwischenbahnhof. Parallel zueinander verlaufen die Chūō-Hauptlinie von Tokio über Shinjuku nach Shiojiri (deren Gleise identisch mit jenen der Chūō-Schnellbahnlinie Tokio–Shinjuku–Takao sind) sowie die Chūō-Sōbu-Linie von Mitaka über Akihabara nach Chiba. Diese drei Linien werden von der Bahngesellschaft JR East betrieben. Außerdem wird die Chūō-Sōbu-Linie zwischen Mitaka und Nakano von U-Bahn-Zügen der Gesellschaft Tōkyō Metro mitbenutzt, die zur Tōzai-Linie nach Nishi-Funabashi und Tsudanuma durchgebunden werden. Darüber hinaus ist Ogikubo die westliche Endstation der Marunouchi-Linie, einer weiteren U-Bahn-Linie von Tōkyō Metro, die durch die Innenstadt nach Ikebukuro führt.
Das Angebot im Regionalverkehr auf der Chūō-Schnellbahnlinie umfasst die Kakueki-teisha-Nahverkehrszüge sowie die Kaisoku- und Tsūkin kaisoku-Eilzüge mit Zugfolgen von wenigen Minuten. Ausgangspunkte sind in der Regel Tokio im Osten sowie Takao und Ōtsuki im Westen. Manche dieser Züge verkehren über Ōtsuki hinaus nach Kawaguchiko oder wechseln in Tachikawa auf die Ōme-Linie. Der Lokalverkehr durch die inneren Tokioter Vororte wird auf der Chūō-Sōbu-Linie abgewickelt, die über eigene Gleise verfügt und von den beiden anderen Linien betrieblich unabhängig ist. Während der Hauptverkehrszeit beträgt die Zugfolge nur zweieinhalb Minuten, wobei mehrere Züge über Mitaka hinaus nach Musashi-Koganei verkehren und erst dort wenden. Tagsüber werden acht Züge stündlich angeboten. Außer während der morgendlichen Hauptverkehrszeit und am späten Abend verkehren stündlich bis zu fünf U-Bahnen der Tōzai-Linie über die nominelle Endstation Nakano hinaus nach Mitaka.
Am nördlichen und südlichen Ausgang der Fußgängerpassage sowie beim Nordausgang des westlichen Empfangsgebäudes gibt es mehrere Bushaltestellen. Diese werden von mehr als dreißig Linien der Gesellschaften Kantō Bus und Seibu Bus bedient.

## Anlage
Der Bahnhof steht im Zentrum des Stadtteils Okigubo und ist von Osten nach Westen ausgerichtet. Er besitzt vier ebenerdige Gleise, die alle dem Personenverkehr dienen und an zwei vollständig überdachten Mittelbahnsteigen liegen. Das nördliche Gleispaar ist den Zügen der Chūō-Sōbu-Linie vorbehalten, das südliche den Zügen der Chūō-Schnellbahnlinie  und der Chūō-Hauptlinie. Der Hauptzugang zu den Bahnsteigen erfolgt im östlichen Teil der Anlage über eine breite unterirdische Fußgängerpassage, die mit mehreren Läden ausgestattet ist und den im Norden gelegenen Vorplatz mit der südlichen Zufahrtsstraße verbindet. Zusätzlich gibt es ganz im Westen ein Empfangsgebäude in Form eines Reiterbahnhofs, das sich über die Anlage spannt. Bei der östlichen Fußgängerpassage befindet sich die unterirdische Endstation der Marunouchi-Linie. Dieser U-Bahnhof besitzt zwei stumpf endende Gleise an einem Mittelbahnsteig, der mit Bahnsteigtüren ausgestattet ist.
Im Fiskaljahr 2019 nutzten durchschnittlich 137.615 Fahrgäste täglich den Bahnhof. Davon entfielen 90.814 auf JR East und 46.801 auf Tōkyō Metro.

## Bilder

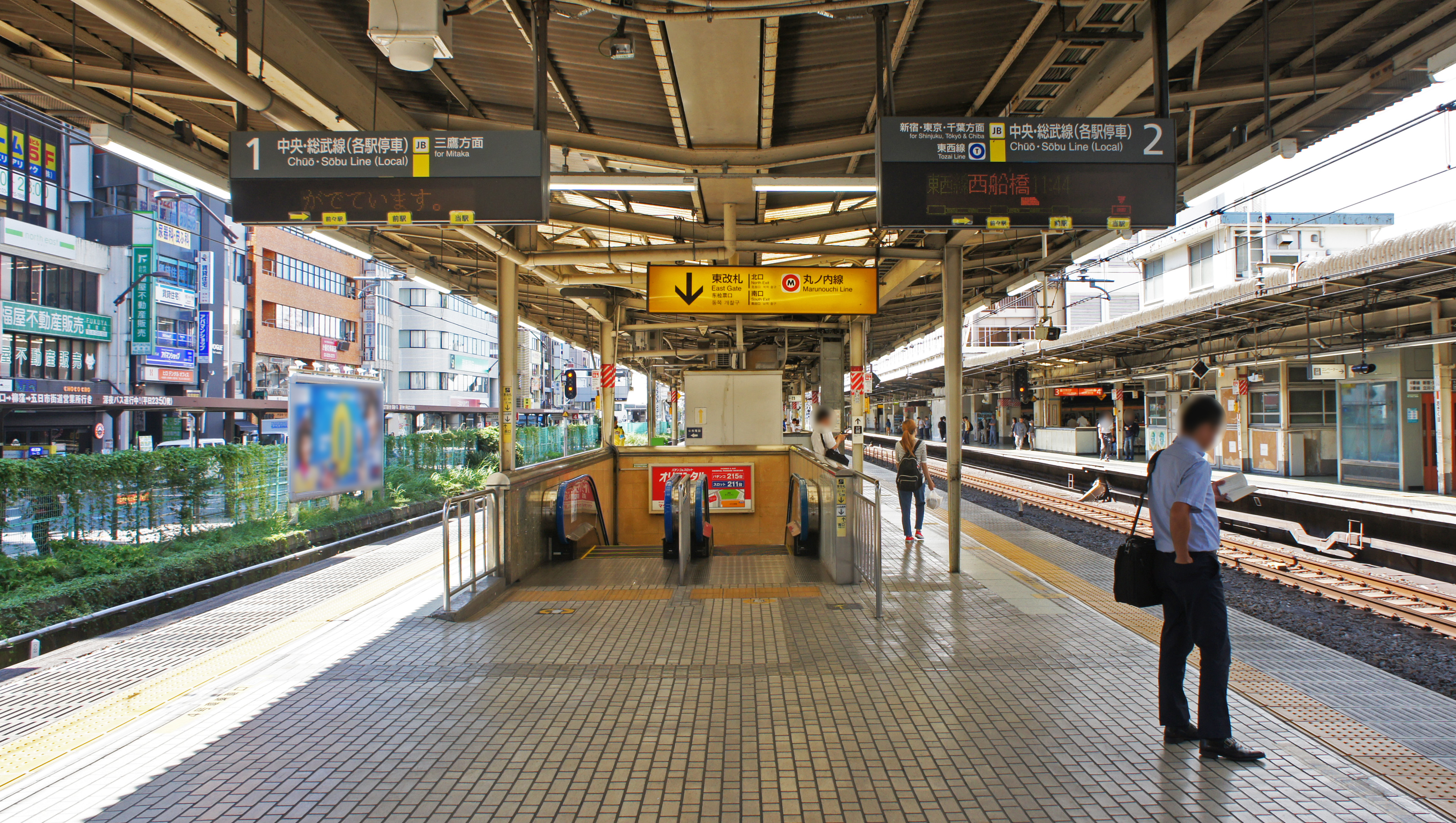
Bahnsteig der Chūō-Sōbu-Linie
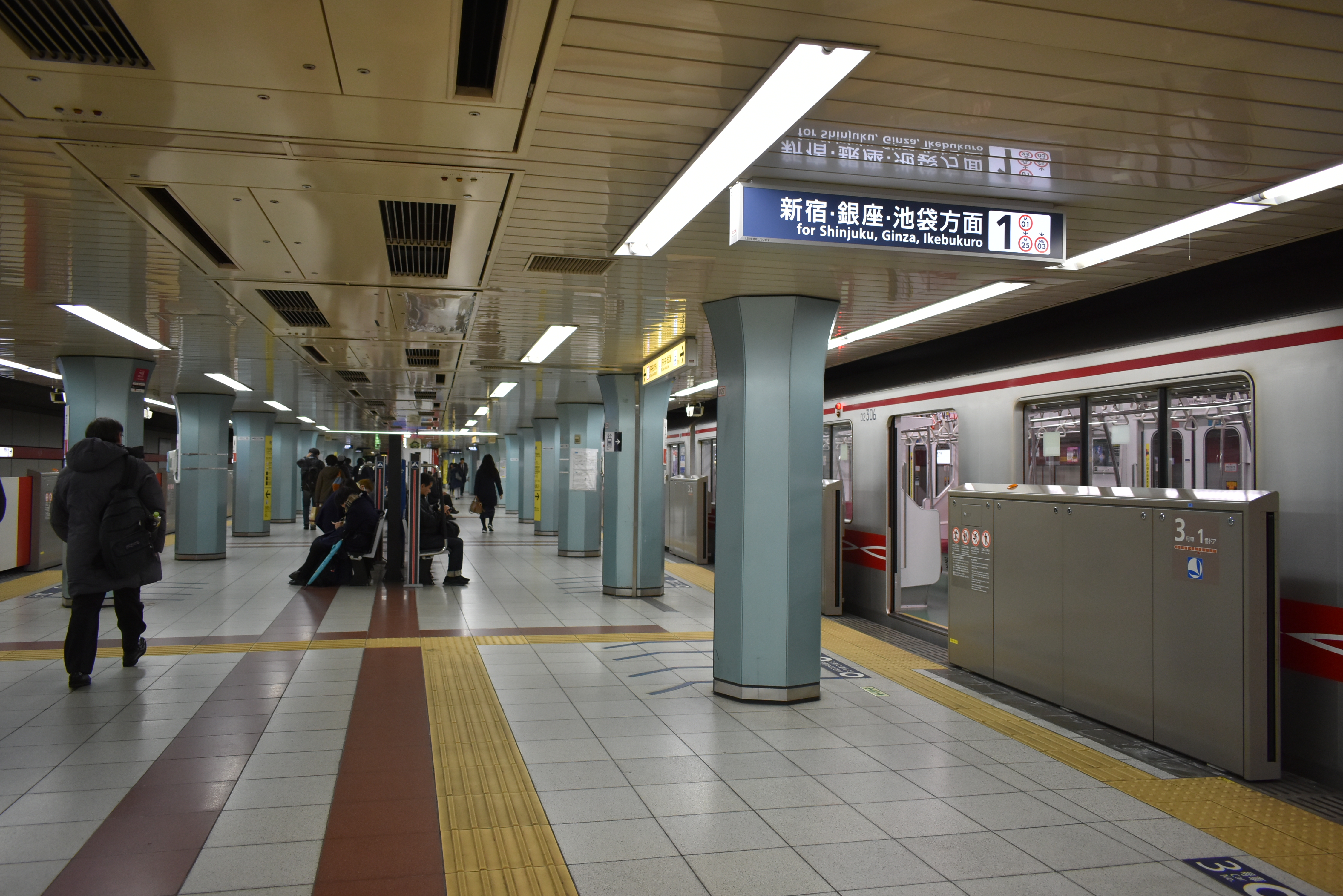
Bahnsteig der Marunouchi-Linie
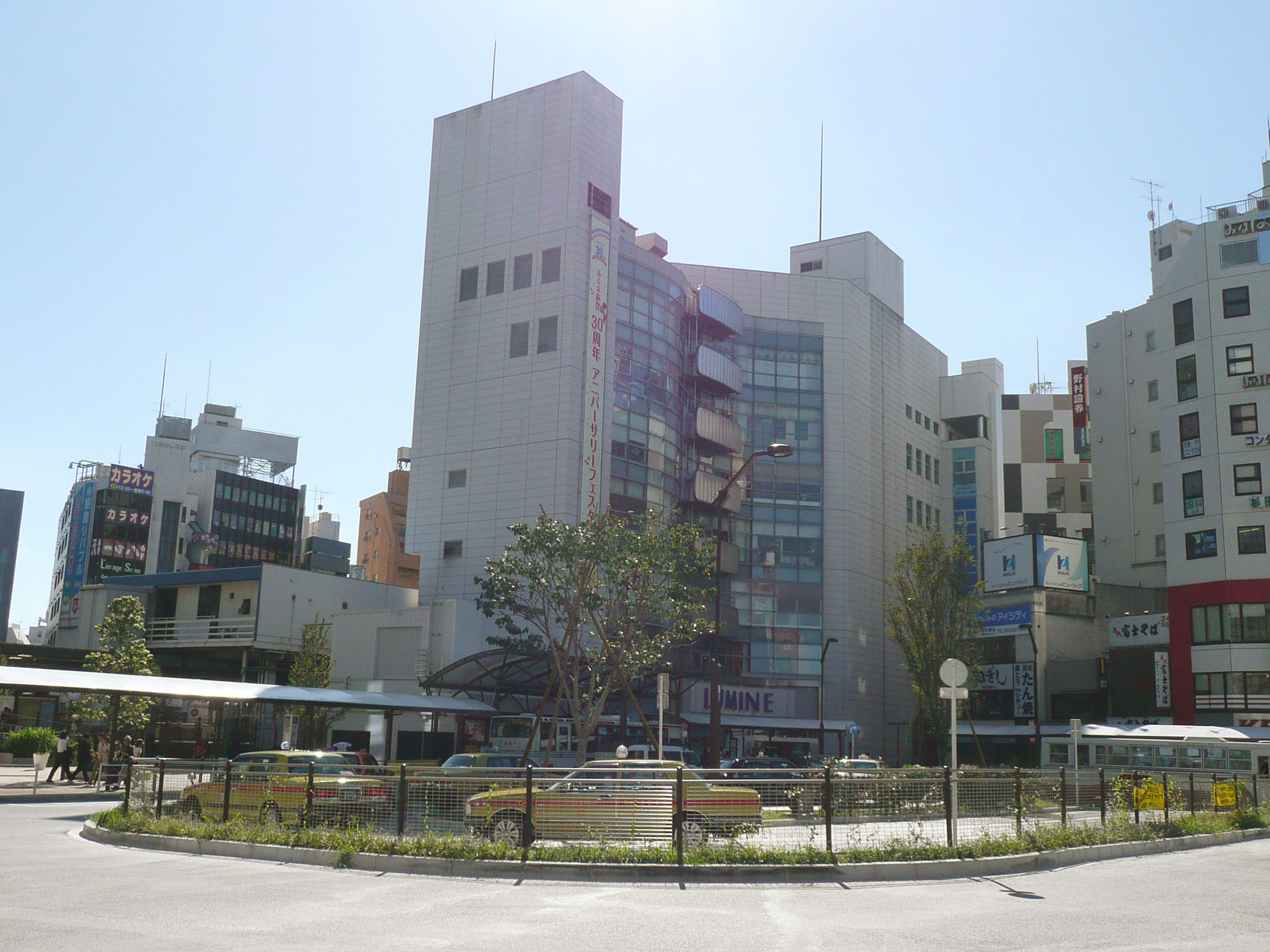
Nördlicher Vorplatz
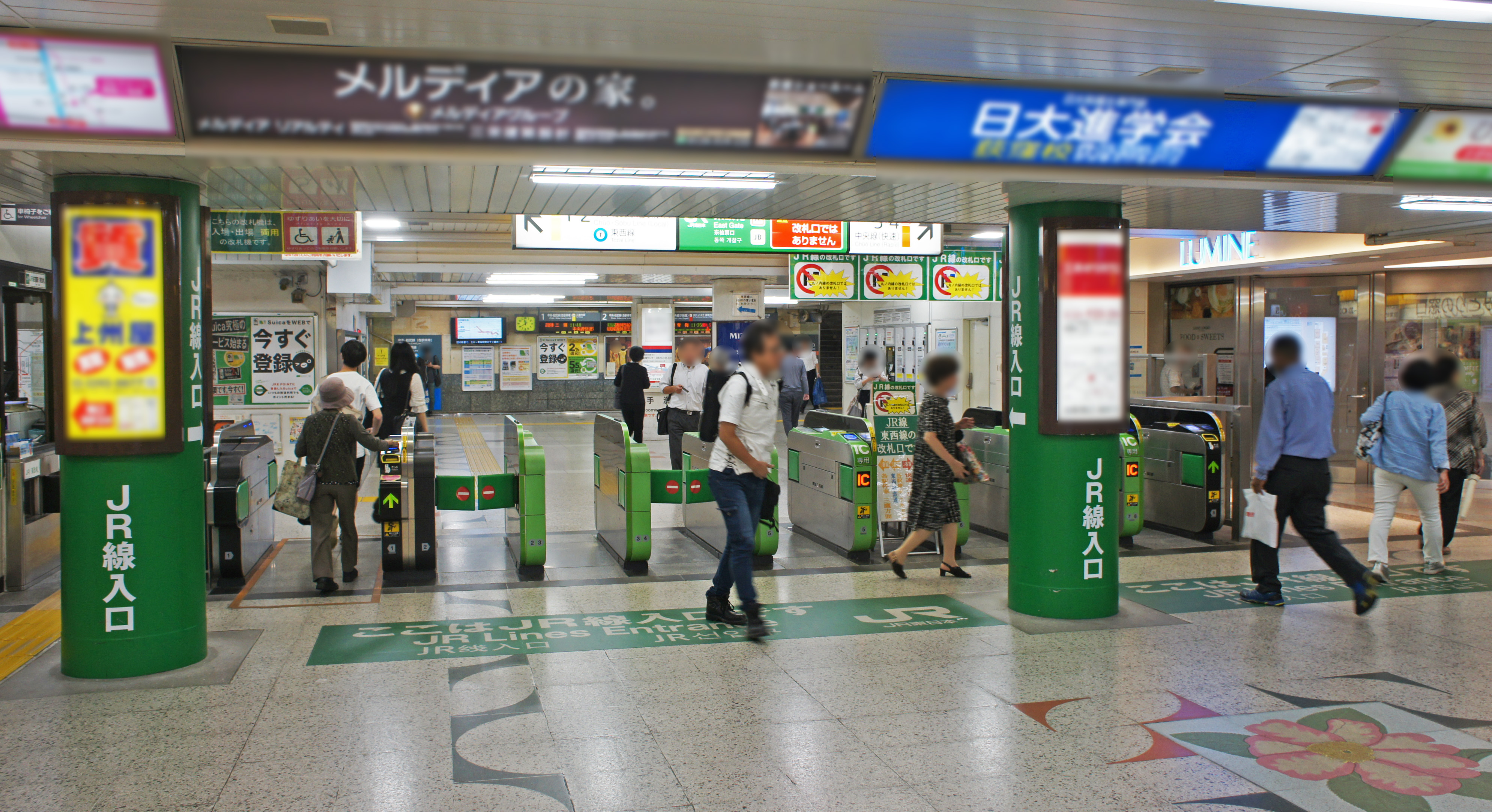
Bahnsteigsperren in der östlichen Fußgängerpassage

## Gleise
| 1 | ▉ Chūō-Sōbu-Linie       | Mitaka                                                                               |
| 1 | Tōzai-Linie             | durchgebundene Züge nach Mitaka                                                      |
| 2 | ▉ Chūō-Sōbu-Linie       | Nakano • Shinjuku • Akihabara • Nishi-Funabashi • Chiba                              |
| 2 | Tōzai-Linie             | durchgebundene Züge nach Nakano • Iidabashi • Ōtemachi • Nishi-Funabashi • Tsudanuma |
| 3 | ▉ Chūō-Schnellbahnlinie | Mitaka • Tachikawa • Hachiōji • Takao                                                |
| 4 | ▉ Chūō-Schnellbahnlinie | Nakano • Shinjuku • Tokio                                                            |

## Linien
| Verlauf der Chūō-Schnellbahnlinie |
| --- |
| Tokyo –Kanda • Ochanomizu • Yotsuya • Shinjuku • Nakano • Kōenji • Asagaya • Ogikubo • Nishi-Ogikubo • Kichijōji • Mitaka • Musashi-Sakai • Higashi-Koganei • Musashi-Koganei • Kokubunji • Nishi-Kokubunji • Kunitachi • Tachikawa • Hino • Toyoda • Hachiōji • Nishi-Hachiōji • Takao |

| Verlauf der Chūō-Schnellbahnlinie |
| --- |
| Chiba • Nishi-Chiba • Inage • Shin-Kemigawa • Makuhari • Makuharihongō • Tsudanuma • Higashi-Funabashi • Funabashi • Nishi-Funabashi • Shimōsa-Nakayama • Moto-Yawata • Ichikawa • Koiwa • Shin-Koiwa • Hirai • Kameido • Kinshichō • Ryōgoku • Asakusabashi • Akihabara • Ochanomizu • Suidōbashi • Iidabashi • Ichigaya • Yotsuya • Shinanomachi • Sendagaya • Yoyogi • Shinjuku • Ōkubo • Higashi-Nakano • Nakano • Kōenji • Asagaya • Ogikubo • Nishi-Ogikubo • Kichijōji • Mitaka |

## Geschichte

### Eisenbahn
Die private Bahngesellschaft Kōbu Tetsudō hatte den Streckenabschnitt zwischen Shinjuku und Tachikawa bereits 1889 eröffnet, doch die Züge fuhren zunächst zweieinhalb Jahre lang ohne Halt durch. Am 21. Dezember 1891 erfolgte schließlich die Inbetriebnahme des Bahnhofs Ogikubo. Die Kōbu Tetsudō wurde am 1. Oktober 1906 verstaatlicht. In Bereich des Bahnhofs verfügte die Strecke ab 16. März 1909 über ein zweites Gleis, am 1. März 1919 begann der elektrische Betrieb. 1927 baute das Eisenbahnministerium einen zusätzlichen Eingang an der Nordseite und verband diesen mittels einer Überführung mit dem bereits bestehenden Eingang an der Südseite. Mit der Einführung der Chūō-Schnellbahnlinie erfolgte am 1. Juli 1932 eine völlige Neuordnung des Nahverkehrs.
1960 baute die Japanische Staatsbahn an der Westseite des Bahnhofs eine Fußgängerbrücke, drei Jahre später stellte sie an der Ostseite eine unterirdische Fußgängerpassage fertig. Am 3. April 1966 war der viergleisige Ausbau der Strecke zwischen Nakano und Ogikubo beendet, womit dieser Bahnhof vorübergehend die neue westliche Endstation der Chūō-Sōbu-Linie war. Am selben Tag konnte der Bahnübergang an der Westseite aufgehoben werden. Ab 6. April 1969 reichte der viergleisige Abschnitt weiter bis nach Mitaka, seither befindet sich die Endstation dort. Aus Kostengründen stellte die Staatsbahn am 1. Oktober 1974 den Güterumschlag ein. Im Rahmen der Staatsbahnprivatisierung ging der Bahnhof am 1. April 1987 in den Besitz der neuen Bahngesellschaft JR East über.
Die neue Besitzerin installierte 1990 am Nordeingang Rolltreppen. 2004 verlängerte sie die östliche Fußgängerpassage auf die Südseite zur Bezirksstraße 131. Im Juli 2006 installierte sie auf dem Bahnsteig der Chūō-Schnellbahnlinie in Richtung Shinjuku neue Aufzüge und abwärts fahrende Rolltreppen, im März 2007 kamen Aufzüge auf dem Bahnsteig der Chūō-Sōbu-Linie hinzu. Vier Jahre später war der Umbau des nördlichen Vorplatzes abgeschlossen.

### U-Bahn
Die Teito Kōsokudo Kōtsū Eidan (kurz Eidan, seit 2004 als Tōkyō Metro bekannt) verlängerte am 23. Januar 1962 die damalige Ogikubo-Linie um 1,5 km von Minami-Asagaya zum Bahnhof Ogikubo. Seit 1. April 1972 trägt die Strecke die Bezeichnung Marunouchi-Linie. Im März 1999 installierte die Eidan am Nordeingang bei den Zugangssperren eine neue abwärts fahrende Rolltreppe. Am 28. April 2006 werden zur Sicherheit der Fahrgäste alle Bahnsteige der Marunouchi-Linie mit Bahnsteigtüren ausgestattet.